# Trolejbusová doprava v Rustavi
Rustavi, jedno z největších gruzínských měst, provozovalo vlastní trolejbusovou dopravu.
Trolejbusy začaly v Rustavi jezdit 16. února 1971. Největšího rozmachu dosáhla trolejbusová doprava v roce 1985, kdy zde bylo v provozu na 8 linkách 49 vozidel. Od té doby ale doprava uvadala, v roce 2006 zde jezdilo na čtyřech linkách 16 trolejbusů. Roku 2009 zde byly v provozu poslední dvě linky se čtyřmi vozidly. Provoz byl ukončen 14. listopadu 2009.
Uvnitř místního metalurgického závodu existoval od ledna 1993 ještě druhý oddělený a neveřejný trolejbusový provoz o délce 1,7 km. Pro ten bylo zakoupeno z Moskvy osm kloubových vozů Ikarus 280 T. Po uzavření továrny a zániku tohoto provozu v roce 2000 jezdil jeden z Ikarusů i v městské síti. Na přelomu 20. a 21. století mu byl odpojen zadní článek, zadní čelo bylo zaslepeno a z kloubového vozu se tak stal vůz dvounápravový. Vyřazen byl zřejmě v roce 2004.
Také do Rustavi byly dodávány trolejbusy československé výroby. Byly to především vozy Škoda 9Tr, kterých bylo zakoupeno celkem 30. V první polovině 80. let je následoval ještě jeden trolejbus 14Tr, další vozy tohoto typu byly zakoupeny v roce 2006 jako ojeté z Tbilisi. Roku 2006 bylo v provozu celkem 16 trolejbusů, jeden typu 14Tr, ostatní vozidla byla ruské výroby typu ZiU-9 (tři zakoupeny jako ojeté z Athén).